# ¿Quién?
¿Quién? é uma telenovela mexicana, produzida pela Televisa e exibida em 1973 pelo El Canal de las Estrellas.

## Elenco
- Silvia Pinal
- Joaquín Cordero
- Miguel Manzano
- Félix González
- Gustavo Rojo